# 7651 Villeneuve
7651 Villeneuve è un asteroide della fascia principale. Scoperto nel 1990, presenta un'orbita caratterizzata da un semiasse maggiore pari a 2,7836983 UA e da un'eccentricità di 0,1418132, inclinata di 9,21682° rispetto all'eclittica.